# Филиппины на летних Олимпийских играх 1948
Филиппины принимали участие в Летних Олимпийских играх 1948 года в Лондоне (Великобритания) в пятый раз за свою историю, но не завоевали ни одной медали.

## Состав и результаты олимпийской сборной Филиппин

### Баскетбол
Сборная Филиппин второй раз принимала участие в олимпийском баскетбольном турнире. В предварительной группе филиппинцы заняли 4-е место, выиграв 3 матча из 5. В турнире за 9-16-е места сборная Филиппин обыграла команду Аргентины со счётом 45:43, но затем уступила Перу (29:40) и Бельгии (34:38), заняв итоговое 12-е место.
Состав сборной Филиппин на баскетбольном турнире: Фелисисимо Фахардо, Андрес де ла Крус, Рамон Кампос, Эдгардо Фульхенсио, Лауро Мумар, Примитиво Мартинес, Франсиско Вестиль, Эдуардо Десена, Габриэль Фелипе Фахардо, Мануэль Аранета; тренер — Дионисио Кальво.

### Бокс
В соревнованиях боксёров Филиппины представляли 5 спортсменов в 5 весовых категориях. Каждый из них уступил в первом же поединке и выбыл из турнира.
В наилегчайшем весе (до 51 кг) Рикардо Адольфо в первом раунде уступил будущему чемпиону аргентинцу Паскуалю Пересу. В легчайшем весе (до 54 кг) итальянец Джованни Цуддас, будущий серебряный призёр игр победил филиппинца Бонифасио Саркаля. Леон Трани в категории до 58 кг (полулёгкий вес) проиграл поляку Алексию Анткевичу, впоследствии бронзовому призёру Игр. В лёгком весе Филиппины представлял Эрнесто Порто. По жребию он сразу прошёл во второй круг соревнований, но там уступил будущему чемпиону Джеральду Дрейеру из ЮАС. В полусреднем весе (до 67 кг) Мариано Велес в первом круге проиграл канадцу Клиффу Блэкберну.

### Борьба
Франсиско Висера выступал в вольной борьбе в лёгчайшем весе (до 57 кг) и уступил в обоих поединках: с британцем Рэйем Казо и французом Шарлем Куйо.

### Конкурсы искусств
В конкурсах искусств Филиппины представляли два участника. Эрнандо Окампо участвовал в конкурсе живописи, а Грасиано Непомусено — в круглой скульптуре. Медалей они не завоевали.

### Лёгкая атлетика
Спринтер Бернабе Ловина соревновался в беге на 100 и 200 метров. На дистанции 100 метров, в шестом забеге первого круга Ловина занял 5-е место и не прошёл в следующий круг. На дистанции 200 метров он также не квалифицировался во второй круг, уступив 1 десятую секунды представителю Шри-Ланки Джону Де Сараму.

### Плавание
Филиппины в плавании представляли 3 спортсмена.
Хасинто Кайко и Рене Амабуйок участвовали в соревнованиях брассистов на дистанции 200 метров. В заплыве первого квалификационного раунда Кайко занял 6-е место с результатом 2 минуты 54 секунды и не прошёл в следующий раунд. Рене Амабуйок занял в своём заплыве 4-е место с результатом 2:52,6 и квалифицировался в следующий круг по времени. В первом полуфинальном заплыве он стал 6-м с результатом 2 минута 51 секунда и 8 десятых, и в финал не попал.
Самбьяо Басанунг соревновался на двух дистанциях: 400 и 1500 метров вольным стилем. В первом квалификационном раунде на 400 метров он занял последнее, 6-е место в своём заплыве с результатом 5 минут 21,5 секунда. На дистанции 1500 метров он финишировал третьим в третьем заплыве первого квалификационного раунда, но его результат (21 минута, 5 секунд и 9 десятых) оказался слишком низким и не позволил квалифицироваться по времени.

### Стрельба
В стрелковых дисциплинах Филиппины также представляли 3 спортсмена.
Сесар Хайме участвовал в соревновании по стрельбе из мелкокалиберной винтовки на дистанции 50 метров и занял 17-е место, набрав 593 очка (по раундам: 99, 98, 100, 99, 99, 98).
Альберт фон Айнзидель принимал участие в соревнованиях по стрельбе из пистолета и мелкокалиберной винтовки. В стрельбе из пистолета на дистанции 50 метров он набрал 512 очков: 79 в 1-м раунде, 89 — во 2-м, 85 — в 3-м, 85 — в 4-м, 84 — в 5-м и 90 — в 6-м. Он занял 26-е место из 50 участников. В стрельбе из мелкокалиберной винтовки (также на дистанции 50 метров) фон Айнзидель занял 22-е место из 71 участника, набрав сумме 591 очко (по раундам: 98, 97, 97, 100, 100, 99).
В трёх дисциплинах: скоростном пистолете (25 м), произвольном пистолете (50 м) и мелкокалиберной винтовке (50 м) соревновался Мартин Хисон. В соревновании по стрельбе из скоростного пистолета он набрал 530 очков (259 в 1-м раунде и 271 во 2-м) и занял итоговое 40-е место. В стрельбе из произвольного пистолета на дистанции 50 метров он набрал 514 очков (по раундам: 87, 91, 87, 80, 87, 82), заняв 25-е место. В стрельбе из мелкокалиберной винтовки на дистанции 50 метров Хисон занял 43-е место, набрав 585 очков (по раундам: 99, 97, 96, 96, 99, 98).

### Тяжёлая атлетика
Спортсменов — 1
Соревнования у тяжелоатлетов состояли из трёх упражнений — жим, рывок и толчок. Победителем становился спортсмен, набравший наибольшую сумму по итогам всех трёх упражнений.
Единственным представителем Филиппин в соревнованиях по тяжёлой атлетике стал 31-летний Родриго дель Росарио. После первого упражнения филиппинец делил второе место с представителем Тринидад и Тобаго Родни Уилкс и отставая от первого места всего на 2,5 кг. Однако рывок Росарио не удался. Взяв вес 92,5 кг, Родриго показал в упражнении только 6-й результат, а по сумме двух упражнений опустился на 4-е место, отставая от третьего места на 5 кг. В толчке Росарио пошёл на риск. Взяв с первой попытки начальный вес 117,5 кг, он решил во второй попытке попробовать поднять 125,0 кг. Но ни в одной из двух оставшихся попыток ему этот вес не покорился, и по итогам трёх упражнений Росарио занял итоговое 5-е место, проиграв бронзовому призёру иранцу Джафару Салмаси 5 кг.
Мужчины
| Категория | Спортсмен            | Масса | Жим  | Жим   | Жим   | Рывок | Рывок | Рывок | Толчок | Толчок | Толчок | Всего | Место |
| Категория | Спортсмен            | Масса | 1    | 2     | 3     | 1     | 2     | 3     | 1      | 2      | 3      | Всего | Место |
| --------- | -------------------- | ----- | ---- | ----- | ----- | ----- | ----- | ----- | ------ | ------ | ------ | ----- | ----- |
| до 60 кг  | Родриго дель Росарио | 59,92 | 97,5 | 105,0 | 105,0 | 87,5  | 92,5  | 92,5  | 117,5  | 125,0  | 125,0  | 307,5 | 5     |